# Centrothele kuranda
Centrothele kuranda là một loài nhện trong họ Lamponidae. Loài này được phát hiện ở Queensland.